# Vera Malmström
Vera Margareta Carlstedt-Malmström, född 23 juni 1904 i Kristianstad, död 2 juni 1981 i Limhamns församling, Malmö, var en svensk målare, tecknare, grafiker och konsthantverkare.
Hon var dotter till typografen Axel Harald Carlstedt och Betty Björklund och från 1931 gift med Gustav Malmström. Hon studerade vid Kristianstad tekniska skola och vid Académie de la Grande Chaumière i Paris samt under studieresor till Tyskland, Norge och Danmark. Hon medverkade i ett stort antal samlingsutställningar i Skåne och ställde ut separat på bland annat SDS-hallen och på Sturegalleriet i Stockholm samt Kristianstad och Karlskrona. Bland hennes offentliga arbeten märks applikationen Åhus för Svenska Tobaks AB där originalskissen finns vid Åhus församlingshem, bonaden Jesus stillar stormen för Maglehems kyrka samt ett antal bonader med teatermotiv för Teatergrillen i Stockholm. Hennes målningar och teckningar består av figurscener och landskap utförda i olja eller tempera men hon var sedan början av 1930-talet huvudsakligen verksam med applikationsbroderi där hon använde religiösa motiv, fantasibilder och bildberättelser. Malmström är representerad vid Postmuseum i Stockholm.